# Sidarka Núñez
Sidarka De Los Milagros Núñez (ur. 25 czerwca 1984 r. w Santo Domingo na Dominikanie) – dominikańska siatkarka.
Obecnie występuje w drużynie Malanga Manoguayabo. Gra na pozycji atakującej.

## Kariera
- Liga Juan Guzman (1997–1999)
- Naco (2000)
- Deportivo Nacional (2001)
- Los Prados (2002)
- Bameso (2004)
- Liga Juan Guzman (2005)
- Ageo Medics (2007–2008)
- Deportivo Nacional (2008)
- Hitachi Sawa Rivale (2008–2009)
- Malanga Manoguayabo (2011–2012)